# Cake by the Ocean
A Cake by the Ocean a DNCE amerikai csapat debütáló kislemeze, mely 2015. szeptember 18-án jelent meg a Republic kiadónál. Rádióban először 2015. szeptember 29-én mutatták be. A dal a Swaay című középlemez első dala, mely egy négyszámos kiadvány. A dal megtalálható a DNCE című debütáló nagylemezen is.
A Japán CD Single kiadványon a később megjelent Toothbrush is helyet kapott.
A dal a legtöbb országban a listák élére került, többek között Ausztráliában, Kanadában, Németországban, az Egyesült Államokban, és az Egyesült Királyságban, és arany minősítést kapott az USA Billboard Adult Pop Songs listája alapján.
Az Egyesült Királyságbeli The Box Plus Network TV-hálózat tulajdonában lévő zenecsatorna nem engedélyezte a videóklip eredeti audioanyagának lejátszását, mivel az túl obszcén szöveget tartalmaz. A klipben Jonas száját is elhomályosítják, miközben énekli az obszcén szöveget. Ezáltal a "Go Fucking Crazy" szövegből "Go For Me Crazy" lett, illetve "Walk For Me, Baby"
A dal a 2016-os 100 Best Pop Songs - 100 legjobb popdal - 44. helyéig jutott, valamint Kanadában is sikereket ért el, azonban megelőzte Justin Bieber Love Yourself című dala.

## A dal története
A dalt Joe Jonas, Justin Tranter és a svéd Mattman és Robin nevű svéd duó írta, akik a dal producerei is voltak. A dal a szexről szól, de gyakran hivatkoznak a Sex On The Beach nevű koktélra is. A dal 120 BPM-es ütemben szól, és E minorban íródott.

## Megjelenések
CD Single  Svédország Universal Music – none (promo)
1. Cake By The Ocean (Radio Mix)	3:36

## Slágerlista
| Slágerlista (2015–16)                 | Legmagasabb helyezés |
| ------------------------------------- | -------------------- |
| Argentina (Monitor Latino)            | 1                    |
| Ausztrália (ARIA)                     | 6                    |
| Ausztria (Ö3 Austria Top 40)          | 5                    |
| Belgium (Ultratop 50 Flanders)        | 13                   |
| Belgium (Ultratop 50 Wallonia)        | 16                   |
| Kanada (Canadian Hot 100)             | 7                    |
| Kanada AC (Billboard)                 | 2                    |
| Kanada CHR/Top 40 (Billboard)         | 4                    |
| Kanada Hot AC (Billboard)             | 2                    |
| Csehország (Rádio Top 100)            | 5                    |
| Csehország (Singles Digitál Top 100)  | 17                   |
| Dánia (Tracklisten Top 40)            | 18                   |
| Franciaország (Single Top 100)        | 23                   |
| Németország (Media Control Charts)    | 6                    |
| Germany (Airplay Chart)               | 1                    |
| Magyarország (Dance Top 40)           | 9                    |
| Magyarország (Rádiós Top 40)          | 3                    |
| Magyarország (Single Top 40)          | 11                   |
| Írország (IRMA)                       | 6                    |
| Izrael (Media Forest)                 | 1                    |
| Israel (Media Forest TV Airplay)      | 1                    |
| Olaszország (FIMI)                    | 11                   |
| Japan Hot Overseas (Billboard)        | 1                    |
| Lebanon (Lebanese Top 20)             | 19                   |
| Mexico Ingles Airplay (Billboard)     | 1                    |
| Hollandia (Top 40)                    | 10                   |
| Hollandia (Single Top 100)            | 19                   |
| Új-Zéland (Recorded Music NZ)         | 10                   |
| Norvégia (VG-lista)                   | 33                   |
| Lengyelország (Polish Airplay Top 20) | 1                    |
| Poland (Polish TV Airplay Chart)      | 1                    |
| Portugal (AFP)                        | 15                   |
| Russia Airplay (Tophit)               | 5                    |
| Szlovákia (Rádio Top 100)             | 41                   |
| Szlovákia (Singles Digitál Top 100)   | 18                   |
| Slovenia (SloTop50)                   | 2                    |
| Spanyolország (PROMUSICAE)            | 16                   |
| Svédország (Sverigetopplistan)        | 24                   |
| Svájc (Schweizer Hitparade)           | 13                   |
| Egyesült Királyság (UK Singles Chart) | 4                    |
| US Billboard Hot 100                  | 9                    |
| US Adult Contemporary (Billboard)     | 6                    |
| US Adult Top 40 (Billboard)           | 1                    |
| US Hot Dance Club Songs (Billboard)   | 33                   |
| US Mainstream Top 40 (Billboard)      | 2                    |
| Venezuela English (Record Report)     | 1                    |

| Slágerlista (2016)                   | Helyezések |
| ------------------------------------ | ---------- |
| Argentina (Monitor Latino)           | 5          |
| Australia (ARIA)                     | 35         |
| Austria (Ö3 Austria Top 40)          | 40         |
| Belgium (Ultratop Flanders)          | 32         |
| Belgium (Ultratop Wallonia)          | 48         |
| Brazil (Brasil Hot 100)              | 52         |
| Canada (Canadian Hot 100)            | 15         |
| Canada Radio Songs (Nielsen)         | 2          |
| Denmark (Tracklisten)                | 54         |
| Germany (Official German Charts)     | 36         |
| Israel (Media Forest)                | 1          |
| Italy (FIMI)                         | 26         |
| Netherlands (Single Top 100)         | 38         |
| New Zealand (Recorded Music NZ)      | 30         |
| Poland (ZPAV)                        | 28         |
| Russia Airplay (Tophit)              | 17         |
| Slovenia (SloTop50)                  | 18         |
| Switzerland (Schweizer Hitparade)    | 35         |
| UK Singles (Official Charts Company) | 23         |
| US Billboard Hot 100                 | 18         |
| US Adult Contemporary (Billboard)    | 11         |
| US Adult Pop Songs (Billboard)       | 6          |
| US Dance/Mix Show Songs (Billboard)  | 34         |
| US Pop Songs (Billboard)             | 13         |

## Megjelenések története
| Régió            | Dátum              | Formatum         | Label    | Referencia |
| ---------------- | ------------------ | ---------------- | -------- | ---------- |
| Egyesült Államok | 2015 szeptember 18 | Republic Records | Republic | [ 78 ]     |
| Egyesült Államok | 2015 szeptember 18 | Rádiós premier   | Republic | [ 79 ]     |
| Egyesült Államok | 2015 szeptember 29 | Rádiós premier   | Republic | [ 80 ]     |